# Academia Nacional de Periodismo
La Academia Nacional de Periodismo es una asociación civil integrada por periodistas destacados en su profesión. Es continuadora de la Academia Argentina de Periodismo fundada en 1987 por un grupo de periodistas de larga y prestigiosa trayectoria y es la primera institución en su género, no solo en el mundo de habla castellana.

## Fundación
Los estatutos del Círculo de la Prensa de Buenos Aires preveían desde tiempo antes la fundación de la Academia Argentina de Periodismo, y fue en aquella institución donde la Academia tuvo su primera sede. La actual Academia Nacional de Periodismo está incorporada al régimen de las Academias Nacionales (Decreto-ley N.º 4.362, del 30 de noviembre de 1955) por decreto N.º 1.879 del Poder Ejecutivo Nacional del 13 de octubre de 1992, tiene la personería jurídica otorgada por resolución N.º 001112, de la Inspección General de Justicia del 27 de octubre de 1994 y su sede se encuentra en la Biblioteca Nacional por resolución N.º 1.084, del 17 de mayo de 1993, del Ministerio de Cultura y Educación

## Fines
Según sus estatutos la Academia tiene como finalidades la de acreditar la función del periodismo, sostener su ejercicio como derecho constitucional, propender a que sea ejercido fundado en principios éticos. con fundamento en la verdad y con defensa de los principios republicanos y democráticos. También tiene el propósito de estudiar e investigar la historia del periodismo, editar publicaciones, formar una biblioteca especializada, una hemeroteca y un archivo documental periodístico. También pretende mantener intercambio cultural e informativo con entidades y personas de acción coincidentes con sus fines, así como establecer convenios de reciprocidad con organismos oficiales o privados, tanto nacionales como extranjeros.

### Estatutos
La Academia da asesoramiento sobre asuntos vinculados a sus fines cuando ello le es requerido, estimula la investigación para actualizar y perfeccionar el ejercicio del periodismo nacional y vela  por el uso correcto del idioma. También procura mantener viva la memoria de figuras ejemplares del periodismo argentino y de reeditar, en lo posible facsimilarmente, textos publicados en diarios, periódicos y revistas del pasado nacional. Dentro de sus fines está la organización y patrocinio de congresos, jornadas y todo tipo de estudios así como hacer concursos, instituir premios y otorgar becas.
Sus sesiones pueden ser privadas, para resolver asuntos institucionales, y públicas para desarrollar temas propios del hacer periodístico. 
Elige por sí sus autoridades y los nuevos miembros y administra sus bienes.

## Miembros
Entre los periodistas fundadores estuvieron Félix Hipólito Laíño, Bernardo Ezequiel Koremblit, Roberto Tálice, Enrique José Maceira, José Claudio Escribano, Emilio Abras, Francisco Antonio Rizzuto, Juan Carlos Colombres (Landrú), Raúl Urtizberea, Alfonso Núñez Malnero, Lorenzo Dagnino Pastore (Primer Presidente), Luis Mario Lozzia, presbítero Agustín Luchía Puig, Zulma Núñez, Miguel Muhlmann, Juan Andrés Cuello Freyre, Jacobo A. De Diego, Juan A. García Córdoba, Joaquín Neyra, José María Rivera, Adelmo Montenegro y Bernardo González Arrili.
Otros miembros han sido o son Armando Alonso Piñeiro, Gregorio Badeni, Nora Bär, Rafael Braun, Nelson Castro, Jorge Cruz, Héctor D’Amico, Osvaldo E. Granados, Mariano Grondona, Roberto Pablo Guareschi, Jorge Halperín, Ricardo Kirschbaum, Lauro F. Laíño, José Ignacio López, Enrique M. Mayochi, Joaquín Morales Solá, Alberto J. Munin, Enriqueta Muñiz, Antonio Requeni, Magdalena Ruiz Guiñazú, Fernando Sánchez Zinny, Hermenegildo Sábat, Ernesto Schoo, Roberto Maidana, Santiago Kovadloff, Roberto Santoro, Roberto García y Hugo Gambini.
Los miembros pueden ser académicos de número, académicos correspondientes, miembros honorarios y eméritos.Los académicos de número no pueden ser más de cuarenta, cualquiera sea su lugar de residencia. Los correspondientes serán quienes tengan residencia habitual en las provincias de la República o en el exterior. También hay miembros honorarios que deben merecer reconocimiento por sus contribuciones a la libertad de expresión o al libre ejercicio del periodismo. Los miembros de número podrán pedir al cumplir ochenta años pasar a la categoría de eméritos.
Los académicos son vitalicios. Los de número tienen voz y voto en las sesiones. Los eméritos y los correspondientes pueden participar en ellas, pero no votar. Los académicos correspondientes podrán representar a la corporación en los lugares donde estén designados.
Los nuevos académicos de número sólo pueden nombrarse dos meses después de producida la vacante. Los candidatos a académicos de número y correspondientes deben ser propuestos por escrito cuando menos por tres académicos de número, con sus fundamentos. Las propuestas son analizadas por una comisión integrada al menos por tres académicos de número designados por la Mesa Directiva, que producirá informe escrito sobre los méritos de los propuestos y presentará las candidaturas. La propuesta del candidato o candidatos deberá hacerse en sesión privada y en la sesión privada siguiente, se hará una votación secreta en el orden que determine la Academia en caso de haber más de una vacante. Para ser elegido es preciso reunir los dos tercios de votos de los académicos de número presentes en la sesión, la que deberá contar con la asistencia de la mitad más uno de los miembros de número. A los efectos del cómputo de los sufragios, los votos en blanco no serán tenidos en cuenta. Cuando el número de votos computables no sea múltiplo de tres, la fracción más alta resultante se computará por número entero. El escrutinio de la elección será practicado por una comisión ad-hoc de tres miembros una vez que haya finalizado la votación de cada una de las candidaturas presentadas.

## Órganos de gobierno
El órgano superior es la asamblea, que puede reunirse en sesiones ordinarias (una vez al año) y extraordinarias, y que, entre otras atribuciones, tiene la de elegir con mandato por dos años a los integrantes de la Mesa Directiva y de la Comisión de Fiscalización, y removerlos.
La dirección y administración corresponde a la Mesa Directiva, compuesta por el presidente, un vicepresidente 1º, un vicecepresidente 2º., un secretario, un prosecretario, un tesorero y un protesorero. La Comisión de Fiscalización estará formada por tres vocales titulares y tres vocales suplentes. Todos los cargos mencionados serán ejercidos por académicos de número.

## Sillones académicos
Los sillones académicos llevan el nombre de las siguientes personalidades:	
- Ada María Elflein Schwartz
- Alberto Gainza Paz
- Alberto García Hamilton
- Alberto Gerchunoff
- Bartolomé Mitre
- Bernardo de Monteagudo
- Carlos Pellegrini
- David Michel Torino
- Domingo Faustino Sarmiento
- Edmundo Guibourg
- Enrique Julio
- Estanislao Severo Zeballos
- Ezequiel P. Paz
- Félix Hipólito Laiño
- Fernán Félix de Amador
- Francisco Antonio Rizzuto
- Gustavo J. Franceschi
- Joaquín Carballo Serantes
- José C. Paz
- José Hernández
- José Manuel Estrada
- José María Cao
- José S. Álvarez (Fray Mocho)
- José Varas
- Juan B. Justo
- Juan Bautista Alberdi
- Juan María Gutiérrez
- Juan Santos Valmaggia
- Manuel Belgrano
- Manuel Láinez
- Mariano Moreno
- Natalio Botana
- Olegario Víctor Andrade
- Ovidio Lagos
- Raúl Scalabrini Ortiz
- Roberto Arlt
- Roberto J. Noble
- Roberto J. Payro
- Victoria Ocampo
- Zulma Núñez

## Polémicas verificadas de miembros
- Mariano Grondona

Diversas investigaciones académicas y biográficas señalan que durante la última dictadura cívico-militar (1976-1983) dirigió la revista Carta Política, donde legitimó el “Proceso de Reorganización Nacional”. Además, en su programa televisivo Hora Clave (16 de marzo de 2003) afirmó que «lo racional en toda guerra es estar del lado de los ganadores».
- Joaquín Morales Solá

Trabajos periodísticos documentan que, como corresponsal de La Gaceta y redactor político de Clarín, brindó cobertura favorable al Operativo Independencia y mantuvo trato directo con el general Antonio Bussi. En 2012 declaró ante la justicia federal sobre su presencia durante operativos militares.
- Magdalena Ruiz Guiñazú

Integró la Comisión Nacional sobre la Desaparición de Personas (CONADEP); años más tarde, su firma en el prólogo original del informe Nunca Más quedó envuelta en controversia cuando el Gobierno reemplazó ese texto por considerarlo afín a la «teoría de los dos demonios».